# Garita Internacional de San Ysidro
La Garita Internacional de San Ysidro es un puerto fronterizo entre Estados Unidos y México, ubicado entre las ciudades de San Ysidro, California y Tijuana, Baja California. Es el cruce internacional más grande del mundo debido a los más de 25 millones de cruces en automóvil al año y más de 7 millones de personas a pie.  La garita internacional marca el inicio de la Interestatal 5 en California y la Carretera Federal No. 1 en México.

## Historia
Tras la Invasión estadounidense a México en 1846-1847, se firmó, un año más tarde, el Tratado de Guadalupe-Hidalgo trazó la línea fronteriza entre ambos países, generando que el Rancho Tía Juana, propiedad de Santiago Argüello, fuera dividido. El 6 de agosto de 1874 se estableció la primera aduana fronteriza. Posteriormente se llamaría "Garita Porfirio Díaz".

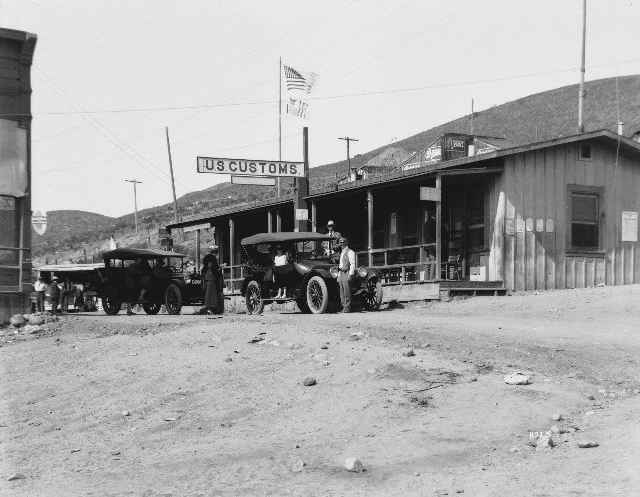
Estación de Inspección Fronteriza de San Ysidro en 1922

En 1887, la firma de bienes raíces Hart and Stern desarrolló Tía Juana City en el sitio que ocupan actualmente Las Americas Premium Outlets; constaba de una sola calle con una farmacia, un salón, un hotel y una tienda de calzado y algunas casas dispersas más allá. Las inundaciones arrasaron edificios en 1891 y 1895. La ciudad de Tía Juana no se reconstruyó de inmediato y los colonos se mudaron a terrenos más altos.  Con la formación de San Ysidro, tras varias inundaciones y la consolidación del pueblo de Tijuana, México; se estableció una estación de inspección fronteriza.  

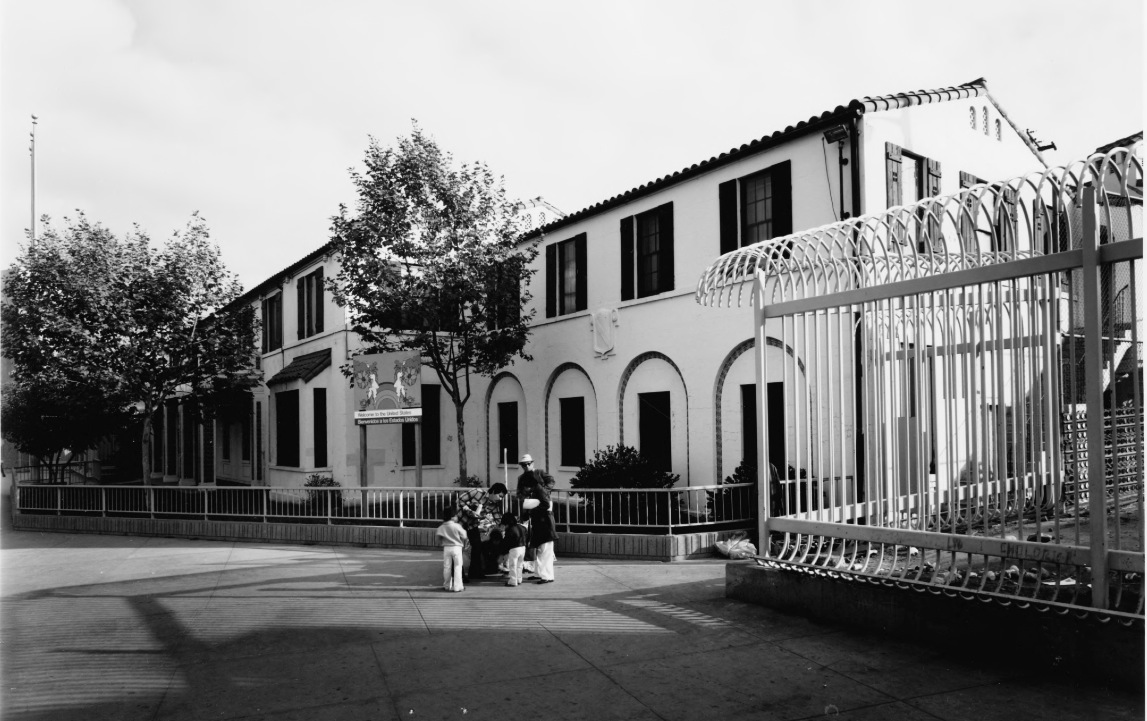
Edificio de la aduana construido en 1933

En 1933 se construyó un edificio federal para la aduana fronteriza. El edificio tiene una influencia arquitectónica del renacimiento español, siendo diseñado por la oficina del Arquitecto Supervisor del Departamento del Tesoro; la construcción fue realizada por Robert E. McKee de El Paso, Texas, a quien se le pagó $93,800. La inauguración fue a principios del verano de 1932. En mayo de 1933 se completó el edificio; se puso en uso en silencio sin una ceremonia formal de dedicación.
Al llegar la época de los 60, Tijuana se vio llena de crecimiento y cambio. Para acomodar el creciente cruce fronterizo, el Gobierno Federal de México expandió la garita de entrada del país hasta San Ysidro, abriendo en 1964 la ahora demolida Puerta México. 
No fue hasta la década de 1970, que se construyó una ampliación de la garita internacional para satisfacer las necesidades de la época y el crecimiento proyectado en los próximos años.
Tras los acontecimientos del 11 de septiembre de 2001, la seguridad y vigilancia en la frontera, elevó los tiempos de espera en los cruces y redujo una serie de conflictos sociales que se registraban en esa zona, como cruces ilegales y la imagen de una frontera sin ley. Una década después, comenzaron los trabajos de la ampliación de la garita internacional, de un poco más de $625 millones de dólares en su costo total. Esta ampliación tendría como resultado 62 puertas para cruzar hacia Estados Unidos vía auto, un nuevo edificio para cruce peatonal (Pedwest) y la reubicación del cruce a México a través de la Garita El Chaparral, inaugurada en 2012.
El 19 y 25 de noviembre de 2018 fue cerrada por autoridades estadounidenses en todos sus accesos, tanto peatonales como en el cruce vehicular, ante la presencia de migrantes.
Debido a la pandemia global del Covid-19, la garita, así como en otros puntos del país, permaneció cerrada para cruces no esenciales. El acontecimiento se dio del 21 de marzo de 2020 hasta el 8 de noviembre de 2021, siendo casi 20 meses de cierre parcial.

## Galería
|                                                     |
| Garita tras la ampliación de la década de los 1970s |

|                                       |
| Fila desde Tijuana para ingresar a EU |

|                        |
| Cruce peatonal PedWest |

|                                                                         |
| Placa histórica de la Línea Internacional entre México y Estados Unidos |

|                            |  |                                    |
| Oeste: Garita El Chaparral |  | Este: Garita Internacional de Otay |
|                            |  |                                    |